# Stańkowce (rejon doliński)
Stańkowce (ukr. Станківці) – wieś na Ukrainie, w  obwodzie iwanofrankiwskim, w rejonie dolińskim.